# 997
997(구백구십칠)은 996보다 크고 998보다 작은 자연수다.

## 수학
- 168번째 소수(素數)이자, 가장 큰 세 자리 소수다. 앞의 소수는 991, 다음 소수는 1009다.
- {\displaystyle 997=6^{2}+31^{2}}
  - 서로 다른 두 자연수의 제곱합으로 나타낼 수 있는 수다.
- {\displaystyle 997=2^{10}-3^{3}}
- 피타고라스 삼조의 빗변의 길이이다. ({\displaystyle 372^{2}+925^{2}=997^{2}}[a])
- {\displaystyle 91^{12}-1}은 997로 나누어떨어진다.

## 과학·기술
- NGC 997(영어판): 고래자리 방향에 있는 상호작용은하.
- 포르쉐 997

## 군사
- U-997(영어판, 독일어판): 제2차 세계 대전에 사용된 나치 독일의 군용 잠수함.

## 문화유산
- 대한민국의 보물 제997호: 봉화 북지리 석조반가상

## 방송
- 지니 TV의 가이드 채널 번호.
- LG헬로비전의 채널S 채널 번호.
- KT HCN의 ENA 플레이 채널 번호.

## 기타
- 연도: 997년, 기원전 997년